# Ягодная слобода
Ягодная слобода (Ягодное, Ягодная поляна, Дмитриевское, тат. Җиләк бистәсе, Ciläk bistäse, МФА: [ʑiˈlæk bistæˈsɘ] или тат. Ягедни бистәсе, Yägedni bistäse, МФА: [ˈjægɘdni bistæˈsɘ]) — историческая местность в Кировском районе Казани.

## География
Ягодная слобода находится в юго-восточной части Кировского района; севернее находится Пороховая слобода, северо-восточнее — Крыловка, восточнее — Гривка, южнее — новое русло Казанки, западнее — старое русло Казанки и Адмиралтейская слобода.

## Административная принадлежность
В период Казанского ханства предположительно являлась частью Галицкой даруги, затем находилась в составе Казанского уезда (на момент вхождения в состав Казани в Паратской волости этого уезда). После вхождения в состав Казани находилась в составе 5-й части, а после её разделения на 5-ю и 6-ю части — в составе последней. После введения в городе административных районов относилась к Заречному (с 1931 года — Пролетарскому, с 1935 года — Кировскому) району.

## История
В XVI веке местность, занятая слободой, имела название тат. Җиләкле тау («ягодная гора»); предполагается, что поселение, существовавшее в период Казанского ханства, было относительно крупным. После захвата Казанского ханства русскими село сменило несколько владельцев, прежде чем в 1588 году было передано Казанской епархии; примерно в то же время была построена Дмитриевская церковь, по которой село получило ещё одно свое название — Дмитриевское. На землях села Ягодного к началу XVII века возникли деревни Савиновская, Комарово, Овинищи, «деревня против Бежболды», починки Коземетево и Красная Горка и прочие.
Перепись 1646 года насчитала в селе 350 человек обоего пола в 120 дворах (к 1678 году население резко сократилось в результате вспышки чумы), третья ревизия (1762—1764) — 409 человек (187 мужчин и 222 женщины), а четвёртая ревизия — 182 ревизские души экономических крестьян. В то время жители села занимались выделкой шкур, красильным, рукавичным, скорняжным, серебряным и другим промыслами; имелся известковый завод, сырьё для которого поставлялось из Морквашей. В конце XVIII века на землях села Ягодного было начато строительство Казанского порохового завода.
18 июля 1806 года по инициативе священника Ивана Бельского в селе Ягодное было открыто первое на территории современной Казани начальное училище — первое на территории дореволюционной Казани.
26 октября 1825 года село Ягодное было присоединено к Казани и стало Ягодной слободой города Казани. К тому времени село имело кожевенный завод, крупнейший в Казани, принадлежавший Киприану Котелову; в середине XIX века его наследники продают его «Товарищество Казанского кожевенного завода». Вскоре его выкупает товарищество купцов Иван Алафузова и Сергея Александрова. Это же товарищество строит в слободе ткацкую и льнопрядильные фабрики; после смерти Александрова в 1870 году Алафузов становится единоличным хозяином предприятий. К началу XX века в слободе имелись также лесопильные, кирпичные, кожевенные заводы, войлочное, кулеткацкое, бондарное заведение, и другие предприятия.
В годы Первой мировой войны в слободе действовали два госпиталя Всероссийского союза городов.
В августе 1917 слобода пострадала от взрывов на пороховом заводе в одноимённой слободе; в том же году во время октябрьских событий местная красная гвардия, установив орудия на Базарной площади и у Ягодинского кладбища, обстреливала юнкеров, укрывшихся в Кремле. В следующем году в ходе Гражданской войны к 6 августа северо-западные пригороды Казани были заняты Народной Армией КомУЧа; к 9-10 сентября они были оттеснены за Казанку.
В конце 1920-х годов был сдан в эксплуатацию соединявший Ягодную и Адмиралтейскую слободы железобетонный мост через Казанку, заменивший деревянный разборный мост. На 1940 год в слободе находились швейная фабрика № 5, льнокомбинат, кожевенный и уксусный заводы, шорная и кожгалантерейная фабрики, кожзавод «Кзыл-Кунче», артели «Красное Знамя», «Красный Обувщик», портновская и скорняжная мастерские артели инвалидов «Искра», рынок, 3 школы, детский сад, 2 детских яслей, библиотека, взрослая и детская поликлиники. В годы немецко-советской войны в слободу были эвакуированы Кренгольмская мануфактура (из города Нарва Эстонской ССР), кожзавод «Красный Гигант» (Клинцы, РСФСР), биофабрика № 2 (Днепропетровск Украинской ССР); в зданиях клуба льнокомбината и школы № 81 располагались эвакогоспитали.
В 1949 году топоним «Ягодная слобода» признан утратившим свое значение, из-за слияния слободы с основной массивом города.
В 1950-е годы южная часть слободы (около двадцати домов) попала в зону затопления Куйбышевского водохранилища и строительства Нижнезареченской дамбы.
В послевоенный период крупнейшими промышленными предприятиями Ягодной слободы являлись кожевенное производственное объединение им. Ленина (2603 работников в 1979 году, ~2200 в 1993 году), льнокомбинат им. Ленина (2534 работников в 1979 году, ~1100 чел. в 1993 году), швейная фабрика № 5 (1299 чел. в 1979), кожгалантерейная фабрика (1038 чел. в 1979, ~785 чел. в 1993), фабрика первичной обработки шерсти (549 чел. в 1979, 420 чел. в 1993), уксусный завод (41 чел. в 1979). Кроме того, на её территории находились конторы треста «Связьстрой-4», объединения «Татбыттехника», комбинат торговой рекламы. Имелись детские (детские сады №№ 2, 53, 111 льнокомбината, № 169 фабрики ПОШ, №№ 27, 57, 180 кожобъединения, № 4 швейной фабрики № 5, № 5 комбината строительных конструкций треста «Татсельстрой»), образовательные (школы №№ 67, 135, ГПТУ-38 и ТУ-41) учреждения.
В 1960—1970-е годы началась застройка района многоэтажными домами — в частности, были застроена территория вокруг Ягодинского кладбища и само кладбище. Значительная часть домов была построена расположенными неподалёку предприятиями для своих сотрудников: кожобъединение (жилые дома по улице Пролетарской, Табейкина (№ 19), Шоссейной, Ягодинской, общежитие по Калугинской улице), льнокомбинат (квартал между улицами Базарная, Поперечно-Базарная, Краснококшайская и Карла Либкнехта (снесены), жилые дома по Краснококшайской улице (№№ 86/12, 92), общежитие по Базарной улице (№ 2), жилой дом № 5 по улице Ползунова, жилые дома по улицам Герцена и Межевая (снесены) и другие), фабрика первичной обработки шерсти (жилой дом № 56 по улице Гладилова), НПО им. Ленина (жилой дом № 83 по Краснококшайской улице), , вертолётный завод (жилые дома по улицам Насыпная, Бугринская и Лесопильная — снесены), ПО «Татмебель» (2 жилых дома по улице Баженова), кожгалантерейная фабрика (жилой дом по улице Баженова и общежитие по Поперечно-Базарной ул.), трест «Казтрансстрой» (жилые дома по Поперечно-Базарной улице, №№ 57 и 72), швейная фабрика № 5 (жилой дом № 74 по Поперечно-Базарной улице), ПО «Татсельстрой» (жилые дома №№ 1, 17, 19 по Шоссейной улице), КПОГАТ-3 (жилой дом № 21 по Шоссейной улице), завод медаппаратуры (жилой дом № 70 по Поперечно-Базарной улице), и.т.д.
Застройка района многоэтажками продолжилась 2000—2010-е годы, тогда же некоторые улицы слободы оказались «разорванными» надвое участком большого и малого казанских колец.

## Улицы
- Гладилова
- Краснококшайская
- Алафузова
- Бабушкина
- Базарная
- Баженова
- Бугринская
- Внешняя
- Герцена[тат.] (часть)
- Гладиловский переулок
- Гончарова[тат.] (часть)
- Заливная
- Калугинская
- Кольцова[тат.] (часть)
- Лесопильная
- Лукницкого (часть)
- Маленький переулок
- Межевая (часть)
- Насыпная
- Павла Морозова
- Передовая
- Псковская
- Ползунова
- Поперечно-Базарная (часть)
- Слободская
- Смычки
- Табейкина
- Тургенева[тат.] (часть)
- Чигорина
- Шоссейная
- Элемтя
- Энгельса
- Ягодинская
- Ягодинская набережная

## Части

### Ямки
Ямки (тат. Ямки, Yämki) находятся западнее основной части слободы; название, предположительно, по расположению в низине. Ранее западнее находилась основная часть слободы, юго-западнее — Ягодинское кладбище, южнее — Ягодинский бугор. По сведениям на 1912 год, на улице находилось 42 дома и землянки (все деревянные). В советское время все улицы местности, за исключением Калугинской, имели слово «Ямки» в своём названии: 1-е Ямки (Большие Ямки), 2-е Ямки (Малые Ямки), 3-е Ямки, 4-е Ямки; к началу 1960-х все они были переименованы повторно, в улицы Баженова, Ползунова, Псковская и Грузовая соответственно. В второй половине XX века частично застроен многоэтажными домами (общежитие кожобъединения на Калугинской улице, жилые дома льнокомбината и предприятия «Татэнергоспецремонт» и стройтреста № 2 на улицах Ползунова, Шоссейная и Шоссейный переулок соответственно.

### Ягодинский бугор
Ягодинский бугор (тат. Ягедни үре, Yägedni üre) находится юго-западнее основной части слободы; название, предположительно, по более возвышенному рельефу местности (относительно соседних Ямок).
По сведениям на 1912 год, на улице находилось 18 домов либо землянок (все деревянные) и лесопилка. В середине время XX века здесь были выстроены несколько бараков вертолетного завода (снесены в 1980-х годах). В 1960-е – 1980-е годы частично застроен многоэтажными жилыми домам, имеющими адресацию по Шоссейной улице.

## Транспорт
Через территорию исторического района ходят трамваи (встречно-кольцевые маршруты № 5 и № 5а), троллейбус (маршрут № 1), и автобусы (№№ 10, 10а, 45, 49, 53, 63, 72 по улицам Гладилова, Краснококшайская, Большая Крыловка).

### Трамвай
Трамвай пришёл в Ягодную слободу в 1930 году, когда по новопостроенной ветке из Адмиралтейской слободы пошёл маршрут № 5, начинавшийся в Суконной слободе. В 1937 году из-за неисправности Горбатого моста движение трамваев было приостановлено, а затем эпизодически возобновлялось до полного упразднения в 1950-х годах.
Трамвайное движение возобновилось в 2011 году, когда по участку Большого Казанского кольца был пущен трамвай № 9 (с 2013 года трамвай № 1); в 2012 году к нему добавился маршрут № 5.

### Троллейбус
Троллейбусное сообщение открылось в слободе в 1952 году, когда через неё от слободы Восстания (Пороховой слободы) до площади Куйбышева стал проходить маршрут № 2. В 1953 году по новой линии, соединявшей слободы с улицей Декабристов через Крыловку, пошёл маршрут № 3. В 1954 году маршрут № 2 становится маршрутом № 4 (в 1960 году будет разделён на два встречно-кольцевых маршрута 4а и 4б, с 1990 года — на №№ 4 и 10 соответственно). В 1959–1963 годах через слободу ходил маршрут № 5. В 2010 году в связи с демонтажем троллейбусной линии в Крыловке закрыт маршрут № 3, а ещё через три года — маршрут № 4; после закрытия маршрута № 10 троллейбусная линия по улице Гладилова не использовалась, а в 2021 году была демонтирована. В 2012 году по новой трассе Краснококшайской улицы проложена троллейбусная линия, по которой пошёл троллейбус № 1.

### Автобус
Автобусное сообщение открылось в слободе не позднее 1949 года, когда через слободу ходил автобус № 2 («площадь Куйбышева» — «слобода Восстания»). Затем оно было на некоторое время прекращено, возобновившись в начале 1960-х годов, когда через улицу Гладилова пошёл автобус № 18 («телевышка» — «завод медаппаратуры»). К 1977 году к нему добавились маршруты №№ 19, 23, 28 и 43; к 1988 году №№ 23 и 43 стали обслуживать другие направления. К 2006-2007 годам через территорию Ягодной слободы проходило около 20 маршрутов (№№ 11, 18, 23, 28, 34, 72, 91, 99, 104, 118, 128, 151, 155, 165, 166, 167, 170а, 295 и другие). После ввода новой схемы движения автобусов в 2007 году через слободу начали ходить маршруты №№ 5, 10, 10а, 13, 45, 48, 49, 53, 57, 64, 72, 79, 80, 82 и 96.

## Примечательные объекты
- Гладилова, 14 — промышленный корпус завода И. П. Алафузова (XIX век).[61]
- Гладилова, 22 — дом П. А. Свешникова (1830-е годы, архитектор Александр Шмидт).[61]
- Гладилова, 49 — здание Алафузовского театра[тат.] (конец XIX века, архитектор Лев Хрщонович[тат.]).[61]
- Гладилова, 53л — дом Котелова[тат.] (1833 год, архитектор Пётр Пятницкий).[61]
- Энгельса, 20 — мечеть Ягодной слободы «Раджаб» (конец X|X века).[62]
- Несмелова —  Волжская государственная академия водного транспорта (бывший Речной техникум). На территории академии установлен теплоход «Метеор»[63].

## Галерея
- Алафузовский театр
- Дом Свешникова
- Волжская государственная академия водного транспорта и теплоход «Метеор»
- дом № 51 по улице Гладилова
- Мечеть «Раджаб»
- На Бугринской улице
- Дом на углу улиц Кольцова и Энгельса
- На улице Павла Морозова

### Комментарии
1. ↑  К Галицкой даруге относились земли к северо-западу от Казани[1]